# IGR 이와테 은하 철도
IGR이와테 은하 철도(일본어: IGRいわて銀河鉄道 アイジーアールいわて銀河鉄道株式会社[*])는 도호쿠 신칸센 모리오카 - 하치노헤 사이 개통에 수반해, 병행 재래선으로서 동일본 여객철도(JR 동일본)로부터 경영 분리되게 된 도호쿠 본선 모리오카 - 하치노헤 - 아오모리 간 가운데, 메토키역 구내 남방의 현 경계상에 있는 회사 분계점부터 이와테현까지 운영하는 제3섹터의 철도 회사이다. 아오모리현에서 운영하는 아오이모리 철도의 차량의 관리를 수탁하고 있는 것 외에 운전 지령도 일체화되고 있다.

## 사명의 유래
회사명은 공모로 「이와테 은하 철도」라고 결정했다. 그러나 회사 설립시에 이미 「이와테 은하 철도」라고 하는 회사명이 모리오카시에 법인 등기되고 있었기 때문에 「이와테 은하 철도」의 영어 명칭인 「Iwate Galaxy Railways」의 머리 글자를 취한 「IGR」를 회사명의 머리에 붙이고, 정식적 회사명으로 했다. 등기위 및 철도 사업 허가상의 회사명은 「아이지알 이와테 은하 철도 주식회사」이다. 이하, 선두의 「아이지알」는 「IGR」라고 생략해 기술한다.

## 조직
본사：(우) 020-0066 모리오카시 우에다 1정목 2-32 (JR 모리오카역 북측)
- 총무부
- 운수부
  - 운수 그룹
  - 설비 그룹
  - 은하 지령 (수송 지령, 설비 지령) (JR 동일본 모리오카 지사 빌딩내)
  - 모리오카역
  - 이와테누마쿠나이역
  - 니노헤역
  - 여행 센터 (구리야가와 역 겸무)
  - 운수 관리소 ((우)020-0137 모리오카시 텐쇼지 정 5-5)
  - 설비 관리소 (구·JR 동일본 모리오카 제일 보선구 고우마 관리실) ((우)028-4125 모리오카 시 다마야마 구 고우마자 가미야마)

## 은하 철도 관광
IGR 이와테 은하 철도의 여행업부문은 긴키 일본투어리스트 특약점. 구리야가와 역에 점포가 있어, 동역 업무를 겸무하고 있다. 2006년 11월 25일까지는 다키사와 역에 점포가 있었다.
- (우)020-0124 모리오카 시 구리야가와 1정목 17-1(구리야가와 역내)
- 영업은 10:00 - 19:00 (연말 연시는 휴업)

## 노선
- 이와테 은하 철도선: 모리오카 - 메토키 (82.0 km)
  - 엄밀하게는 모리오카 에키키타분의 장내 신호기에 있는 회사 분계점 - 메토키 에키미나미분의 현 경계상에 있는 회사 분계점부터 남쪽

## 차량
- IGR7000계: 2량편성 7차량, 합계 14량이 재적. 6량이 노선 개통시에 새로 들여온 차량, 남은 8량은 노선 개통시에 JR 동일본에서 구입한 차량.

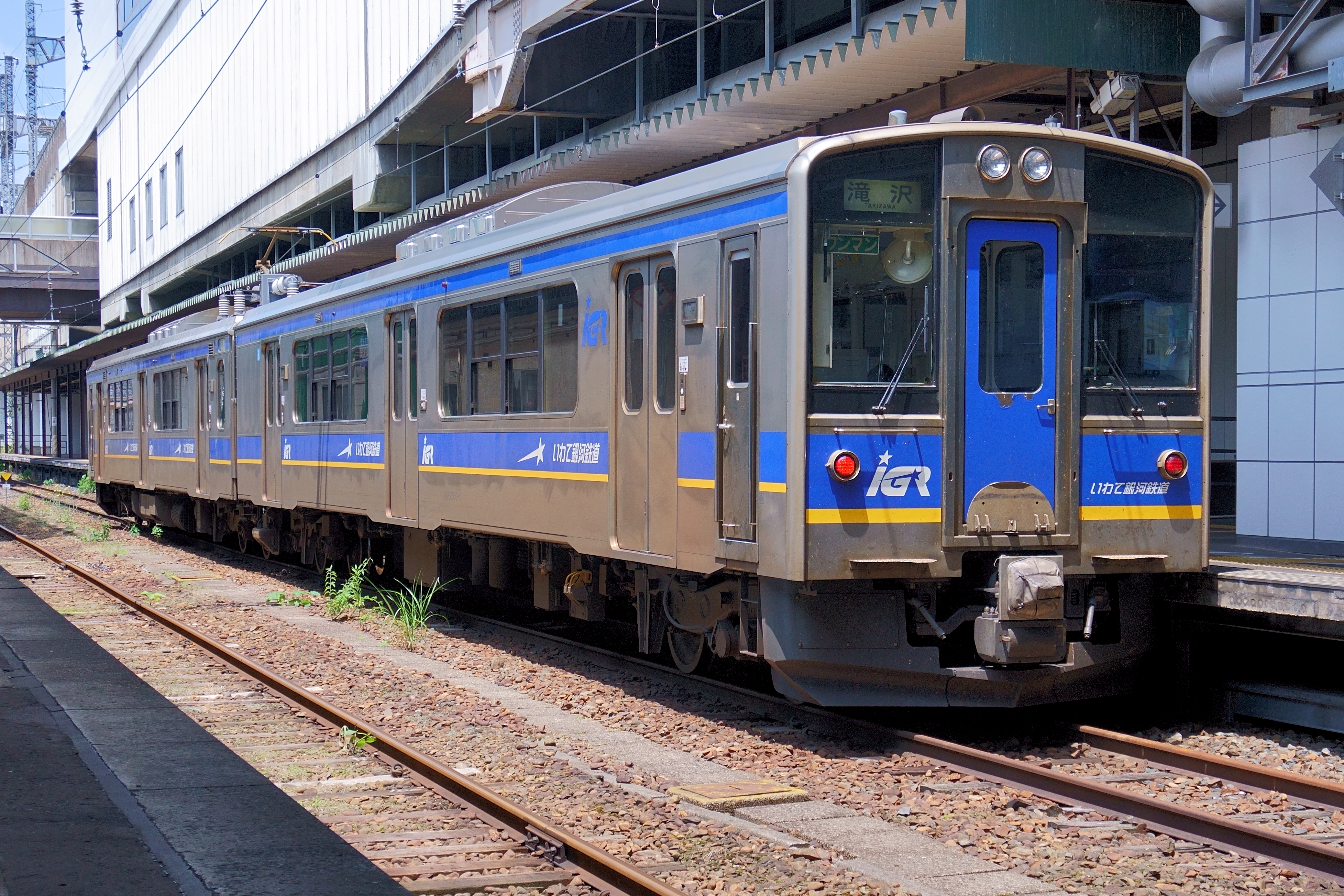
IGR7000계

## 운임
어른 보통 여객 운임(소아는 반액). 2006년 3월 18일 개정.
| 영업 거리         | 운임（엔） | 영업 거리 | 운임（엔） |
| ----------------- | ---------- | --------- | ---------- |
| 최초구간 1 – 2 km | 150        | 31 - 35   | 900        |
| 3 - 4             | 200        | 36 - 40   | 1,030      |
| 5 - 6             | 280        | 41 - 45   | 1,170      |
| 7 - 10            | 300        | 46 - 50   | 1,300      |
| 11 - 15           | 360        | 51 - 60   | 1,510      |
| 16 - 20           | 500        | 61 - 70   | 1,760      |
| 21 - 25           | 630        | 71 - 80   | 2,030      |
| 26 - 30           | 760        | 81 - 82   | 2,300      |
다만, 아래와 같은 구간에서는 승계할인 운임(소아는 반액)이 적용된다.
- 모리오카역 - 도호쿠 본선·다자와코 선·야마다 선 직결

| 야마기시 | 가미모리오카 | 고이와이 | 오가마 | 이와테이오카 | 셈보쿠 정 |            |
| -------- | ------------ | -------- | ------ | ------------ | --------- | ---------- |
| 330      | 290          | 380      | 330    | 330          | 290       | 아오야마   |
| 410      | 370          | 460      | 410    | 410          | 370       | 구리야가와 |
| 490      | 450          | 540      | 490    | 490          | 450       | 스고       |
| 490      | 450          | 540      | 490    | 490          | 450       | 다키사와   |
- 메토키역 - 아오이모리 철도선 직결

| 도메이 | 긴다이치온센 |              |
| ------ | ------------ | ------------ |
| 440    | 340          | 미토         |
| 450    | 350          | 스와노타이라 |
- 특급 요금 490 엔(규칙상 발매하기로는 되어 있지만, 전역에서 발매하지 않았다.)
- 급행 요금 250 엔(규칙상 발매하기로는 되어 있지만, 전역에서 발매하지 않았다.)
- 입장권 140 엔

### 할인 운임·기획 승차권 등
- 지적·신체장애자의 운임의 할인은 킬로 수에 관계없이 적용(5할인) 되지만, 학생할인 등의 할인 제도는 없다.

## 연락 운수
- 범위는 다음과 같다.

### JR 각사와의 연락 운수
동일본 여객철도(JR 동일본) 주식회사 여객 연락 운수 규칙에 의하면 다음과 같다.
- 연락 대상역 모리오카역, 고우마 역, 하치노헤역(아오이모리 철도를 연락하는 경우)

모리오카 역 연락의 경우
1. IGR 이와테 은하 철도의 각 역과 JR동일본의 이치노세키역 - 셈보쿠마치 역(도호쿠 신칸센의 신하나마키역과 미즈사와에사시역을 포함한다) 상호간
2. IGR 이와테 은하 철도의 모리오카 역 - 이와테누마쿠나이역간의 각 역과 JR 동일본의 오가마 역 - 아카후치 역 및 가미모리오카역 - 가미요나이역 상호간

고우마 역 연락의 경우
- IGR 이와테 은하 철도의 모리오카 역 - 고우마 역간의 각 역과 JR 동일본의 히가시오부케역 - 오다테역 상호간

통과 연락 운수의 경우
- JR 6회사(JR 홋카이도·JR 동일본·JR 도카이·JR 서일본·JR 시코쿠·JR 큐슈)의 각 역으로부터 다음의 구간을 경유로 JR 6회사의 각 역에 발착하는 것.

1. IGR 이와테 은하 철도의 모리오카 역 - (메토키역) - 아오이모리 철도의 하치노헤역을 경유
2. IGR 이와테 은하 철도의 모리오카 역 - IGR이와테 은하 철도의 고우마 역 경유

3회사 연락(JR동일본,IGR, 아오이모리)의 경우
아오이모리 철도선 메토키역 - 하치노헤역을 경유하고, 다음의 IGR 이와테 은하 철도의 각 역 - JR 동일본의 각 역의 상호간
1. IGR 이와테 은하 철도의 각 역과 JR 동일본의 나가나와시로역 - 셈 역간
2. IGR 이와테 은하 철도 모리오카 역과 JR 동일본의 무쓰이치카와역 - 아오모리역사이, 아부라카와역 - 가니타역사이, JR 홋카이도의 전선 각 역

동규칙상, JR 각 역을 출발역으로 하지 않으면 연락하는 표등을 발매할 수 없지만, 동규칙 제14조의 예외 규정에 의해 무쓰이치카와 역 이북에의 역과 연락하는 경우는 JR 6회사의 각 역에서, 이와테 은하 철도선 각 역으로부터 출발이 되는 표를 발매할 수 있다.
그런데, IGR 이와테 은하 철도 전선전역에선 여객 운임 설정역의 설정이 없기 때문에, IGR 이와테 은하 철도의 각 역으로부터 JR 6사측에 연락하는 표의 발매는 규칙상 가능하지만 통과 연락 운수의 경우를 제외하고 JR으로부터 IGR 이와테 은하 철도에 연락하는 표를 발매할 수 없을 것이지만, 현실에는 발매되고 있다.

### IGR 이와테 은하 철도 여객 영업 규칙상의 연락 운수
IGR 이와테 은하 철도 여객 영업 규칙에 의한 연락 운수 범위는 다음과 같지만, JR과는 다르다.
- 연락 대상역 모리오카역, 고우마 역, 메토키역

모리오카 역 연락의 경우
1. 이와테 은하 철도선의 각 역과 JR 동일본의 이치노세키역 - 셈보쿠마치 역(도호쿠 신칸센 제외)의 각 역간
2. 이와테 은하 철도선의 각 역의 아오야마 역 - 이와테누마쿠나이역간의 각 역과 JR 동일본의 오가마 역 - 아카후치 역 및 가미모리오카역 - 가미요나이역의 각 역간

고우마 역 연락의 경우
- 이와테 은하 철도선의 모리오카 역 - 시부타미 역의 각 역과 JR 동일본의 히가시오부케역 - 오다테역의 각 역

메토키 역 연락의 경우
- JR 동일본의 나가나와시로역 - 셈 역의 각 역
- 아오이모리 철도선의 산노헤역 - 하치노헤역의 각 역

취급권종
JR 동일본(도호쿠 신칸센을 제외하다)
1. 보통 승차권(편도·왕복)
2. 통근 정기승차권(1·3·6개월)
3. 통학 정기승차권(1·3·6개월)
4. 단체 승차권

아오이모리 철도
1. 보통 승차권(편도·왕복)
2. 통근 정기승차권(1·3·6개월)
3. 통학 정기승차권(1·3·6개월)
4. 단체 승차권

덧붙여 도호쿠 신칸센을 제외한다고 여겨지고 있어도, 선택 승차가 금지되는지 어떤지는 불명확하다.

## 같이 보기
- 아오이모리 철도
- 시나노 철도